# Plateau van Eben-Emael
Het Plateau van Eben-Emael is een plateau juist ten oosten van het Belgische Eben-Emael in de gemeente Bitsingen. Over het plateau loopt de doorgaande weg, de Rue du Garage, van Eben-Emael naar Ternaaien. De weg heeft aan weerszijden van het plateau enkele karakteristieke haarspeldbochten. Het Plateau van Eben-Emael bevindt zich aan de zuidelijke zijde van het Albertkanaal in het verlengde van de Sint-Pietersberg, ongeveer 10 kilometer ten zuiden van Maastricht, en is onderdeel van het Plateau van Caestert.
Aan de oostzijde van het plateau bevindt zich een uitzichtpunt in oostelijke richting met bij goed weer zicht op Eijsden, Luik en Verviers.